# (73836) 1996 FJ7
(73836) 1996 FJ7 – planetoida z pasa głównego asteroid okrążająca Słońce w ciągu 4,7 lat w średniej odległości 2,8 j.a. Odkryta 18 marca 1996 roku.